# Frances de la Tour
Frances de la Tour (ur. 30 lipca 1944 w Hertfordshire) – brytyjska aktorka teatralna, telewizyjna i filmowa.

## Życiorys
Frances de la Tour urodziła się w Hertfordshire w Anglii. Jej rodzicami byli Moyra (z domu Fessas) i Charles de la Tour (1909–1982). Jest siostrą aktora i scenarzysty Andy’ego de la Tour.
Wykształcenie zdobyła w Drama Centre London oraz London’s Lycée Français. Była dwukrotnie nominowana do nagrody BAFTA w 1982 i 2007. Natomiast w 2006 roku otrzymała nagrodę teatralną Tony.
Była żoną dramaturga Toma Kempinskiego. Ma syna i córkę.

## Filmografia
- 1970: Fergusonowie jako pielęgniarka
- 1972: Our Miss Fred jako Miss Lockhart
- 1976: Córka dla diabła jako przewodniczka Armii Czcicieli
- 1980: Rising Damp jako panna Jones
- 1982: Duet for One jako Stephanie Anderson
- 1984: Strzały w Stonygates jako panna Belaver
- 1987: Król życia jako Carol Beasley
- 1990: Strike It Rich jako pani de Vere
- 1993: Screen Two jako dr Helga Feuchtwanger
- 1996: Tom Jones jako panna West
- 1999: The Cherry Orchard jako Charlotte Ivanovna
- 2000: Budząc zmarłych jako Alice Taylor-Garnett
- 2002: Z krwi i kości jako Eugenia Maddox
- 2004: Poirot: Śmierć na Nilu jako Salomea Otterbourne
- 2005: Męska historia jako pani Lintott
- 2006: Harry Potter i Czara Ognia jako madame Olimpia Maxime
- 2007: Marple: Zatrute pióro jako panna Maude Calthrop
- 2008: 1300 gramów jako dr Holiday
- 2010: Dziadek do orzechów jako królowa szczurów / pani Eva
- 2010: Harry Potter i Insygnia Śmierci: Część I jako madame Olimpia Maxime
- 2010: Alicja w Krainie Czarów jako ciocia Imogene
- 2011: Hugo i jego wynalazek jako pani Emilie
- 2012: Private Peaceful jako babcia Wolf
- 2013: Trap for Cinderella jako ciotka Eleonora
- od 2013: Vicious jako Violet Crosby
- 2014: Wielka szkoła jako panna Baron
- 2014: Tajemnice lasu jako żona Olbrzyma
- 2015: Pan Holmes jako pani Schrimer